# Schuldkult
Als „Schuldkult“, „Schuld-Kult“ oder „Kult mit der Schuld“ bezeichnen vor allem deutsche Rechtsextremisten, Vertreter der Neuen Rechten und Rechtspopulisten die nach 1945 entstandene Erinnerungskultur zu den Verbrechen des nationalsozialistischen Deutschlands, besonders das Gedenken an den Holocaust. Dieser politische Kampfbegriff ist Teil eines Geschichtsrevisionismus, der die deutsche Verantwortung für die NS-Verbrechen und deren Folgen abwehrt, abwertet, leugnet oder verharmlost. Er stellt die Erinnerung an die NS-Zeit demagogisch als Unterdrückung Deutschlands dar, die künftige deutsche Generationen dauerhaft mit einer angeblichen Kollektivschuld belasten, ihren Nationalstolz demütigen und ihre selbstbestimmte Zukunft verhindern solle. Damit verbunden werden die NS-Verbrechen oft gegen Kriegsverbrechen der Alliierten im Zweiten Weltkrieg aufgerechnet. Mit der Verdrängung der NS-Zeit werden nationalistische politische Ziele angestrebt.

## Historischer Hintergrund
Die „Schuldkult“-These geht auf den Kampf ehemaliger Nationalsozialisten und ihrer Anhänger seit 1946 gegen die Entnazifizierung zurück. In deren Verlauf hatten die Alliierten die meisten Betroffenen 1948 zu „Mitläufern“ herabgestuft und die Prüfungsverfahren 1950 den Behörden der Bundesrepublik Deutschland überlassen, die sie dann weiter einschränkten. Gleichwohl forderten rechtsextreme Parteien und Verbände (Deutsche Gemeinschaft, Deutsche Reichspartei, Gesamtdeutscher Block/Bund der Heimatvertriebenen und Entrechteten, Sozialistische Reichspartei und weitere), die Entnazifizierung zu beenden. Sie behaupteten, diese beruhe auf einer „Siegerjustiz“ und einem pauschalen Kollektivschuld-Vorwurf, mit dem die Siegermächte das deutsche Volk als Ganzes diffamieren, willkürlich bestrafen und kulturell „zersetzen“ wollten. Zugleich forderten sie, alle bereits inhaftierten und verurteilten NS-Täter freizulassen, deren Strafverfolgung einzustellen und wirtschaftliche Folgen der Entnazifizierung auszugleichen. Dabei setzten sie die im Nürnberger Prozess gegen die Hauptkriegsverbrecher zum Tod verurteilten und hingerichteten Haupttäter mit Wehrmachtssoldaten gleich, die im Krieg gefallen waren. Auch bürgerliche Parteien wie die FDP forderten damals, die Entnazifizierung zu beenden, und verglichen diese mit den NS-Verbrechen.
Auch die meisten Deutschen forderten damals einen „Schlussstrich“ zur Aufarbeitung der NS-Zeit. In repräsentativen Umfragen befürworteten bis 1949 nur noch 20 Prozent der westdeutschen Bevölkerung eine konsequente Bestrafung der NS-Täter. Große Mehrheiten wiesen nicht nur konkrete individuelle, strafrechtlich zurechenbare Mitschuld an NS-Verbrechen zurück, sondern bestritten auch eine Gesamtverantwortung Deutschlands für den Zweiten Weltkrieg und dessen Folgen. Viele schoben die Kriegsschuld auf wenige Einzeltäter des NS-Regimes, dämonisierten diese und erklärten sich zu deren „verführten“ Opfern. Zudem wiesen sie den alliierten Militärverwaltungen die Alleinschuld an Notlagen der Nachkriegszeit zu und leugneten deren Zusammenhang mit der deutschen Kriegsführung und Kriegsniederlage. Sie unterstellten den Besatzungsmächten einen Kollektivschuldvorwurf, den diese nie offiziell vertreten hatten.
Armin Mohler, Vordenker der Neuen Rechten, stellte in seiner Dissertation (1949) unter dem Titel „Die Konservative Revolution“ verschiedene antidemokratische Autoren der Weimarer Republik überwiegend als Opfer, nicht Vorläufer des Nationalsozialismus dar, um ihre Ideen nach 1945 zu rehabilitieren. Er und sein Mitstreiter Caspar von Schrenck-Notzing versuchten in den 1950er und 1960er Jahren, diese Ideen als zukunftsfähige Leitkultur für Deutschlands „nationale Identität“ zu verbreiten. Dabei formulierten sie die Grundthesen der „Schuldkult“-Rhetorik: Die USA hätten den Deutschen mit Entnazifizierung und Reeducation den Liberalismus aufgezwungen, um Deutschland dauerhaft zu kontrollieren und eine moralische Dominanz in der Weltpolitik zu erlangen. Sie hätten deutschen liberalen Intellektuellen und Medien eine Machtposition verschafft. Das habe zu einem hysterischen „Bewältigungsrummel“ und zur „Verketzerung“ deutscher Tradition geführt, die deutsches Nationalbewusstsein gegenüber der Sowjetunion ideologisch schwäche und gefährde. Eine neue machtbewusste Elite müsse die deutsche Vergangenheitsbewältigung und Westbindung sofort beenden, um die Auflösung nationalen Selbstbewusstseins in einem apolitischen Konsumismus aufzuhalten. In der Spiegel-Affäre 1962 griff Mohler die gesamte bundesdeutsche Auseinandersetzung mit der NS-Zeit als „Nationalmasochismus“ an, relativierte zugleich die Einzigartigkeit des Holocaust und verglich die kritische Überprüfung deutscher Traditionen mit der jahrhundertelangen Judenverfolgung. Er deutete damit eine revisionistische Bewertung des NS-Regimes an, ohne sie auszusprechen.
Marcel Hepp, ein Schüler Mohlers und späterer Vertreter der CSU, gründete 1958 die rechtskonservative Studentengruppe Katholische Front, später in Konservative Front umbenannt. Sie griff die Aufarbeitung der NS- und Kriegszeit mit Mitteln der theatralischen Überspitzung und Falschdarstellung an, etwa als „Geißlerbewegung im 20. Jahrhundert“. Die Gruppe gilt als Vorläufer der Neuen Rechten, zu deren Selbstverständnis die Erinnerungsabwehr unter dem Schlagwort „Schuldkult“ gehört.
Mit ähnlicher Polemik lehnte der nationalkonservative Flügel der CDU und CSU es ab, die Verwicklung vieler Deutscher in die NS-Verbrechen aufzuarbeiten. Der CSU-Vorsitzende Franz Josef Strauß forderte 1969 „Schluss mit ewiger Vergangenheitsbewältigung als gesellschaftlicher Dauerbüßeraufgabe“. 1977 wies er „die Behauptung der Alleinschuld oder Hauptschuld Deutschlands an den Weltkriegen entschieden zurück“ und erklärte kategorisch: „Wir [die Deutschen] wollen von niemand mehr, weder von Washington, noch von Moskau, von keinem europäischen Nachbarn, auch nicht von Tel Aviv, ständig an unsere Vergangenheit erinnert werden.“ 1986 verlangte er, die NS-Vergangenheit „in der Versenkung, oder Versunkenheit“ verschwinden zu lassen. Zwar habe die deutsche Politik „Fehler bis in den Bereich des Verbrecherischen hinein“ begangen, aber „die ewige Vergangenheitsbewältigung als gesellschaftliche Dauerbüßeraufgabe lähmt ein Volk!“ Es sei falsch, „wenn die Deutschen sich immer als die Prügelknaben der Welt betrachten müssen … Wir sind eine normale, tüchtige, leistungsfähige Nation, die das Unglück hatte, zweimal schlechte Politik an der Spitze ihres Landes zu haben.“
Strauß widersprach damit Bundespräsident Richard von Weizsäcker, der am 8. Mai 1985 mit seiner vielbeachteten Rede Zum 40. Jahrestag der Beendigung des Krieges in Europa und der nationalsozialistischen Gewaltherrschaft gesagt hatte: „Die Ausführung des Verbrechens lag in der Hand weniger… Aber jeder Deutsche konnte miterleben, was jüdische Mitbürger erleiden mußten, von kalter Gleichgültigkeit über versteckte Intoleranz bis zu offenem Haß… Als dann am Ende des Krieges die ganze Wahrheit des Holocaust herauskam, beriefen sich allzu viele von uns darauf, nichts gewußt oder auch nur geahnt zu haben.“ Weizsäcker hatte einem anderen Geschichtsbild zum Durchbruch verholfen: Die Kapitulation der deutschen Wehrmacht sei vor allem für die NS-Opfer eine Befreiung vom Nationalsozialismus gewesen und daher durchaus ein Feiertag. Die eigentliche Niederlage Deutschlands (seiner Demokratie) sei schon die „Machtergreifung“ der Nationalsozialisten am 30. Januar 1933 gewesen. Seither stellen sich nationalistische Gruppen mit der Rede vom „Schuldkult“ gegen diesen bundesdeutschen gesellschaftlichen Konsens zur NS-Zeit. Dieses Motiv verbindet Neurechte um die Zeitschrift Junge Freiheit (gegründet 1986), rechtsextreme „Freie Kameradschaften“ und die Nationaldemokratische Partei Deutschlands (NPD).
Seit der deutschen Wiedervereinigung 1990 erweiterte sich das Wissen um die Abläufe der nationalsozialistischen Vernichtungspolitik erheblich, und seit 1994 ist Holocaustleugnung gemäß § 130 StGB in Deutschland strafbar. Seitdem vermeiden deutschsprachige Rechtsextremisten und Geschichtsrevisionisten meist die direkte Holocaustleugnung und greifen dafür verstärkt Formen der Erinnerungskultur und des Gedenkens an. Die These eines „Schuldkults“ zu den NS-Verbrechen, den es abzuwehren und abzuschaffen gelte, taucht seither in verschiedenen tagespolitischen Kontexten immer wieder auf.

## Verwendung seit 1980

### Republikaner
Der Journalist Franz Schönhuber veröffentlichte 1981 seine Autobiografie Ich war dabei, die das bundesdeutsche Gedenken an die NS-Zeit in Form einer apologetischen Selbstbezichtigung als „Schuldkult“ verächtlich machte. Damit bereitete er die Gründung der Partei Die Republikaner (1983) vor, die zeitweise in einige Landesparlamente und das Europaparlament gelangte.

### Martin Walser

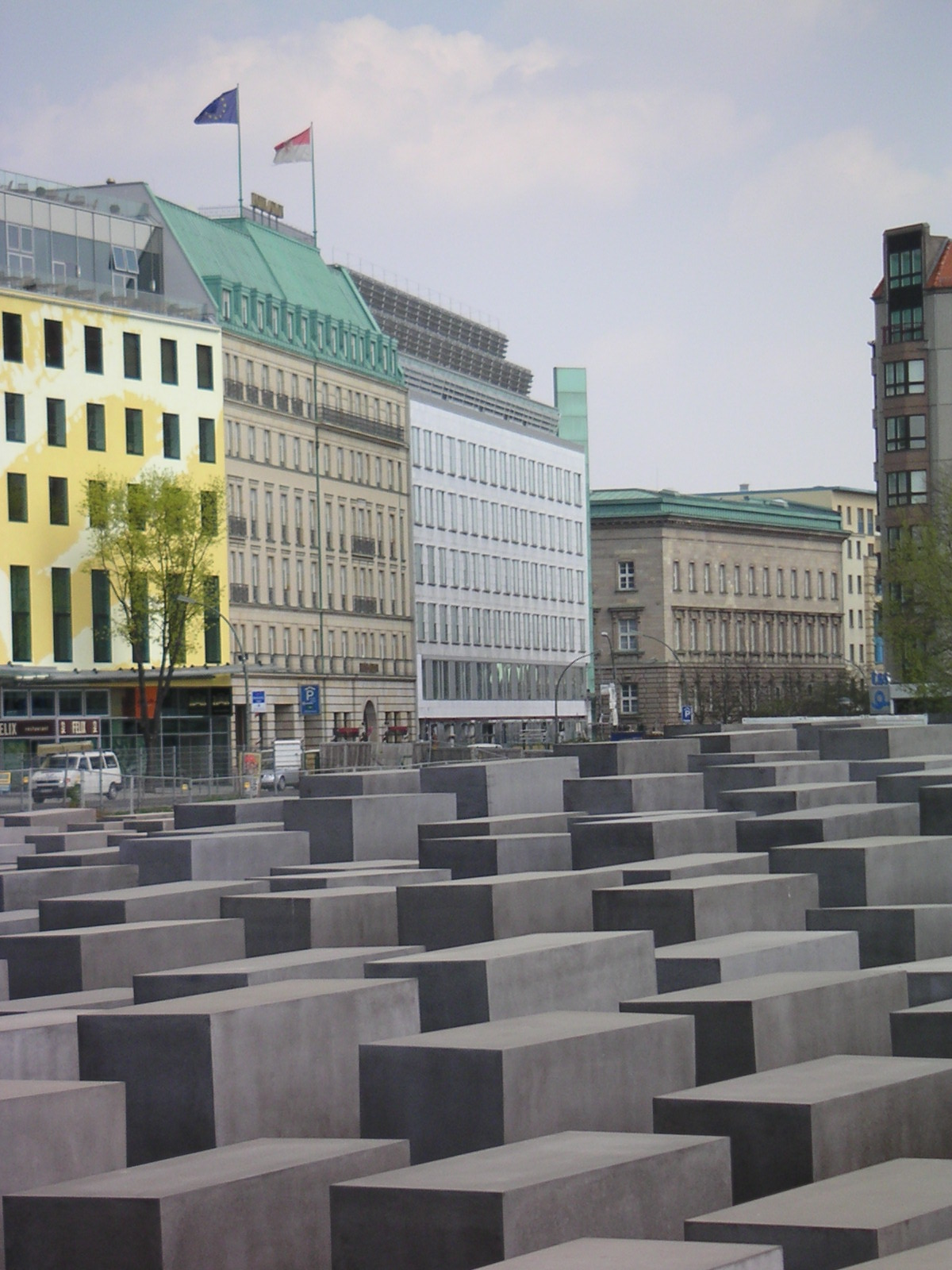
Holocaustmahnmal in Berlin

Nach dem Hauptstadtbeschluss des Bundestags von 1991 entstand eine neue gesamtdeutsche Debatte um die angemessene Erinnerung an den Holocaust. Ältere Pläne für ein Holocaustmahnmal in Berlin nahmen Gestalt an. Das 1999 mit großer Bundestagsmehrheit beschlossene Denkmal für die ermordeten Juden Europas wurde 2005 fertiggestellt und eingeweiht. Im Vorfeld gab es erheblichen Widerstand, der sich teils gegen die Entwürfe, teils gegen das Vorhaben als solches richtete.
Ein prominenter Gegner des Mahnmals war der Schriftsteller Martin Walser. In seiner Dankesrede für den Friedenspreis des Deutschen Buchhandels (11. Oktober 1998) stellte er den bis dahin anerkannten geschichtspolitischen Konsens für die Holocausterinnerung, den Opferschutz und die Bekämpfung des Antisemitismus im deutschen Bildungsbürgertum nachhaltig in Frage. Er kritisierte das Mahnmal als monströse „Monumentalisierung“ und „fußballfeldgroßen Alptraum“, das öffentliche Holocaustgedenken als „Instrumentalisierung“ und „Dauerrepräsentation unserer Schande“, als „erpresserische Drohroutine“ und „Einschüchterungsmittel“ von Medien und Intellektuellen, die das deutsche Volk mit der „Moralkeule Auschwitz“ erschlügen. Er forderte, die Weise des Holocaustgedenkens dem individuellen Gewissen zu überlassen. Rechtsextremisten griffen Walsers Rede begeistert auf. Manfred Roeder betrachtete sie als „Beginn der Befreiung Deutschlands“.
Ignatz Bubis (Zentralrat der Juden in Deutschland) widersprach Walser zunächst fast als einziger öffentlich. Bubis sah in dessen Vorstoß die Gefahr, dass die bislang nur von Rechtsextremisten vertretene Abwehr öffentlicher Holocausterinnerung normalisiert werden würde. Den deutschen Juden dürfe die Bekämpfung des Antisemitismus und der Fremdenfeindlichkeit nicht allein zugeschoben werden, da dies Aufgabe der ganzen deutschen Gesellschaft sei und bleibe. Walser berief sich gegen Bubis auf tausende zustimmende Briefe, die er während der Kontroverse erhalten hatte. Antisemitismusforscher fanden darin jedoch eine große Zahl bekannter nationalistischer und antisemitischer Stereotype, darunter die Schuldumkehr und die Ausgrenzung der Juden aus einem nationalen Kollektiv. Deutsche Juden erfuhren während und nach der Debatte vermehrt Angriffe. Laut Lars Rensmann nahm der sekundäre Antisemitismus seither zu und äußert sich ungehemmter. Dabei wird Juden unterstellt, sie instrumentalisierten den Holocaust für eigene Vorteile und störten die Selbstversöhnung der Deutschen mit ihrer Nation, weil Juden schon durch ihr Dasein an den Holocaust erinnerten.

### Neue Rechte
Der Publizist Heinz Nawratil, Vorstandsmitglied der geschichtsrevisionistischen Zeitgeschichtlichen Forschungsstelle Ingolstadt (ZFI), veröffentlichte 1982 ein Schwarzbuch der Vertreibungen Deutscher aus ehemals deutschen Ostgebieten. Darin bezeichnete er diese Vorgänge als geplante „Vertreibungsverbrechen“, übertrieb deren Opferzahlen um ein Vielfaches und stellte sie so als mit dem Holocaust vergleichbaren Völkermord der Alliierten dar. Nach eigener Aussage in der rechtsextremen National-Zeitung wollte er damit den „Kult mit der Schuld“ bekämpfen. In seinem Buch unter diesem Titel (2006) beschrieb er eine vermeintliche „Beschwörung der einzigartigen deutschen Schuld“ seit den 1950er Jahren, die für Deutschland gefährliche „Schuldneurosen und Selbsthass“ erzeugt habe. Er machte „Linksradikalismus und Antigermanismus“ dafür verantwortlich und behauptete, bis zu 80 Prozent der deutschen Massenmedien seien linksgerichtet. Während Erika Steinbach (Bund der Vertriebenen) das Buch empfahl und sich dessen Thesen zu eigen machte, wiesen anerkannte Historiker zur NS-Zeit wie Martin Broszat vom Institut für Zeitgeschichte Nawratils geschichtsrevisionistische Behauptungen im Detail zurück.
Die Verfassung des Freistaates Sachsen von 1992 enthält ein Eingeständnis deutscher Schuld an nationalsozialistischer und kommunistischer Gewaltherrschaft. Der CDU-Landtagsabgeordnete Volker Schimpff lehnte diesen Passus damals ab: Das „Bekenntnis ewiger Schuld“ nütze nur denen, „die dem Volk den ewigen In-Sack-und-Asche-Gang oktroyieren wollen.“ 1998 lehnte er die Wehrmachtsausstellung ab, weil diese angeblich „die gesamte Generation unserer Väter und Großväter – zu den Tätern im nationalsozialistischen Vernichtungskrieg, zu Mördern“ stemple. Mit identischer Begründung demonstrierte damals die NPD Sachsen gegen die Ausstellung. Für den Rechtsextremismusforscher Wolfgang Gessenharter übernahmen Schimpffs Aussagen massiv neurechtes Gedankengut, „die wir eigentlich so in Zeitschriften wie ‚Junge Freiheit‘, wie ‚Nation und Europa‘ kennen, die aber eigentlich nicht in demokratischen Parteien gedacht werden sollten.“ Damit hätten Teile der CDU den Wahlerfolg der NPD Sachsen von 2004 vorbereitet.
2001 behauptete die Autorin Antonia Grunenberg, die Deutschen litten unter einer erdrückenden „Schuldlust“, von der sie sich selbstbewusst befreien müssten. Sie griff damit die rechtsextreme These eines angeblichen „Nationalmasochismus“ auf.
Martin Hohmann forderte als CDU-Bundestagsabgeordneter in der Nachfolge Alfred Dreggers in den 1990er Jahren: „Befreit euch endlich von dem aberwitzigen Schuldwahn. Erkennt doch, daß wir Deutsche in diesem Jahrhundert mindestens ebenso Opfer wie Täter waren.“ Im hessischen Landtagswahlkampf 1999 wurde er wegen solcher Positionen zum Hoffnungsträger für die Neue Rechte. 2006 löste Hohmann mit als antisemitisch eingestuften Aussagen über ein angebliches „jüdisches Tätervolk“ eine bundesweite Debatte aus. Im Verlauf sagte der sächsische CDU-Bundestagsabgeordnete Henry Nitzsche: Der Patriotismus werde gebraucht, „um endlich vom Schuldkult runterzukommen“ und damit „Deutschland nie wieder von Multikultischwuchteln in Berlin regiert wird“. Nitzsche war schon vorher mit rechtsradikalen Aussagen und Andeutungen aufgefallen, aber nicht aus der CDU ausgeschlossen, sondern wiedergewählt worden. Diesmal leitete die CDU seinen Parteiausschluss ein, dem er mit seinem Austritt zuvorkam. Nitzsche griff die CDU danach in den neurechten Blättern Junge Freiheit und Deutsche Militärzeitschrift weiter an.
2005 sprach Karlheinz Weißmann für die Staats- und Wirtschaftspolitische Gesellschaft zum Thema „Vergangenheitsbewältigung als politisches Instrument“, behauptete eine „Verbiegung der Geschichte“, eine „Schuldneurose“ der Deutschen und ihre angebliche „Freude an der Selbstkasteiung“. Josef Schüßlburner bezeichnete das Berliner Holocaustmahnmal in der „Jungen Freiheit“ als „Bewältigungstempel und Siegesdenkmal der US-amerikanischen Zivilreligion“.
2007 gab das neurechte Institut für Staatspolitik (IfS) die Schrift „Meine Ehre heißt Reue“. Der Schuldstolz der Deutschen heraus, in der verschiedene Autoren die Erinnerungskultur zur NS-Zeit mit Ausdrücken wie „Schuldkult“, „Schuldlust“ und „Schuldstolz“ angriffen und als „lebensfeindliche Phänomene“ darstellten. Das Titelbild des Pamphlets zeigte dazu das Berliner Holocaust-Denkmal.
2009 schrieb die neurechte Online-Zeitschrift Blaue Narzisse: „Der Schuldkult als Holocaust-Religion ist heute die Staatsreligion der Bundesrepublik.“ Im selben Jahr schrieb Thorsten Hinz in der Jungen Freiheit, der „mächtigste Dämon der Gegenwart“ sei „die Zivilreligion, in der Auschwitz an die Stelle Gottes“ trete. In einem anderen Text führte derselbe Autor das wachsende Selbstbewusstsein muslimischer Funktionäre auf einen deutschen „Schuldkult“ zurück, der nun von den Islamverbänden ausgebeutet werde.
2012 behauptete Manfred Kleine-Hartlage in einem Junge Freiheit-Artikel, in Deutschland würden ein „Schuldkult“, „Schuldstolz“ oder eine „Schuldgefangenschaft“ gefeiert. Das gesetzliche Verbot der Holocaustleugnung sei ein totalitäres Mittel, um ein „deutschfeindliches“ Geschichtsbild „des Fortschritts hin zu einer One World“ zu etablieren und so „die Widerstände gegen muslimische Masseneinwanderung neutralisieren“ zu können. Laut dem Historiker Michael Sturm veranschaulicht diese Rhetorik beispielhaft ein verschwörungstheoretisches Geschichtsverständnis der Neuen Rechten.
2016 bezeichnete die rechtsextreme österreichische Zeitschrift Die Aula die deutsche Erinnerungskultur als „Schuldkult und Suhlen auf den Schattenseiten der deutschen Geschichte“. Sie begrüßte den Vorschlag des neurechten Autors Reinhard Uhle-Wettler, den Jahrestag der Befreiung vom Nationalsozialismus (8. Mai) stattdessen als „Tag des Widerstandes gegen deutsche Schuld- und Bußkultur“ zu begehen.
Martin Sellner, Leiter der rechtsextremen Identitären Bewegung in Österreich, nennt die Auseinandersetzung mit der NS-Vergangenheit bei öffentlichen Auftritten „Schuldkult“. Bei einem vom Compact-Magazin einberufenen Treffen in Berlin am 25. September 2017 sprach er mit Blick auf Flucht und Einwanderung von einer „großen Völkerbewegung“ und kommentierte: „Wir haben eure Multikultiwelt satt, wir haben euren Schuldkult satt. Unser Aufstand hat gerade erst begonnen.“ Er verknüpfte somit Erinnerungsabwehr und Angriffe gegen Migranten und Geflüchtete für eine „Festung Europa“. 2024 behauptete Sellner, einer „Elite“ eines „Schuldkultblocks“ bereite die „Demütigung und Schädigung des eigenen Volkes Freude“. Sie betreibe auch den Großen Austausch – die angebliche Ersetzung der weißen Bevölkerung westlicher Staaten durch muslimische und nichtweiße Einwanderer – „als ‚Wiedergutmachung‘ einer historischen Schuld“.
In seinem im Juli 2020 in neuer erweiterter Ausgabe erschienenen Buch Für eine neue Nation – Nachdenken über Deutschland sprach Dieter Stein, der Chefredakteur der „Jungen Freiheit“, im Vorwort von einem „verinnerlichten und in immer monströserer Gestalt perpetuierten exklusiven Schuldkult“, der „die Transzendierung der nationalen in eine erlösende kosmopolitisch-multikulturelle europäische Identität unumkehrbar und alternativlos machen“ solle.

### NPD
Die 1964 gegründete rechtsextreme NPD bekämpft das Holocaustgedenken seit ihrem Bestehen. Zum 8. Mai 2005, dem 60. Tag der Befreiung vom Nationalsozialismus, rief sie bundesweit zu einer Demonstration unter dem Motto „60 Jahre Befreiungslüge – Schluss mit dem Schuldkult“ auf. Diese sollte am Berliner Holocaustmahnmal vorbeiführen, das am 11. Mai eröffnet werden sollte. Am 6. Mai erlaubte das Berliner Oberverwaltungsgericht die Versammlung, verbot aber die beantragte Demonstrationsroute, weil das Motto „die Millionen jüdischer Opfer des Nationalsozialismus zum Gegenstand eines Kultes degradiert und ihnen zugleich abstreitet, dass die Kapitulation für die vom Nationalsozialismus verfolgten Juden ein Akt der Befreiung war.“ Das Bundesverfassungsgericht bestätigte das Urteil.
Bei der NPD-Veranstaltung sprach NPD-Chef Udo Voigt vor rund 2500 Rechtsextremisten von einer „Schuldkult-Show“, einem „gigantischen Ablenkungsmanöver“ und „psychologischen Krieg“ der Sieger „gegen das deutsche Volk“, von „Lügnern und Geschichtsfälschern“, einem „Gehirnwäsche-Prozess“ und einer „Umerziehungssuppe“ zum Beherrschen und Ausbeuten des deutschen Arbeiters und der Industrie. Die Rede richtete sich gegen Richard von Weizsäckers bahnbrechende Rede vom 8. Mai 1985 und gegen die 2005 eingeleitete Teilentschädigung ehemaliger NS-Zwangsarbeiter. Bundespräsident Horst Köhler hatte diese in seiner Bundestagsrede zuvor erstmals in das jährliche Gedenken eingeschlossen. Der Bund und das Land Berlin organisierten zudem kurzfristig gemeinsam einen „Tag der Demokratie“ als Bürgerfest. Daran beteiligten sich alle im Bundestag vertretenen Parteien und 15.000 Bürger, die die geplante Route der NPD-Demonstration blockierten. Das wurde als Ausdruck eines breiten, diesmal erfolgreichen Protestes der Zivilgesellschaft gegen rechtsextremen Geschichtsrevisionismus gewertet.
2009 veröffentlichte der NPD-Vertreter Jürgen Gansel ein Hetzpamphlet unter der Überschrift Der Spaltpilz in der jüdischen Schuldkult-Zentrale. Gemeint war der Zentralrat der Juden in Deutschland. Gansel behauptete, „die Zentralratsjuden“ nähmen jede weitere deutsche Nachkriegsgeneration „in eine groteske, aber für sie nützliche Schuldknechtschaft“, um immer neue Reparationen zu erpressen. Für sie sei der Zentralrat eine „nachkriegsdeutsche Schattenregierung, die Schuldkult-Zentrale mit angemaßtem Opfermonopol, die Inquisitionsbehörde zur moralischen Ächtung und strafrechtlichen Verfolgung unliebsamer Meinungsäußerungen.“ Dazu berief er sich auf das umstrittene Buch „Die Holocaust-Industrie“ von Norman Finkelstein.
2010 stellte die NPD Polemik gegen den angeblichen „antideutschen Schuldkult“ und „einseitige Trauerarbeit“, die zur „Selbstvernichtung unserer Nation“ führten, ins Zentrum ihrer geschichtspolitischen Rhetorik. Führende NPD-Vertreter polemisierten öffentlich gegen den jährlichen Tag des Gedenkens an die Opfer des Nationalsozialismus (27. Januar). So erklärte Karl Richter (NPD München) am 18. Januar 2010: Die „nationale Opposition“ bekämpfe den Gedenktag als „rituelle Dauerstigmatisierung der Deutschen zum ‚Tätervolk’“. Israel habe „keine Exklusivrechte am Holocaust-Gedenken“. Udo Pastörs bezeichnete dieses im Landtag von Mecklenburg-Vorpommern am 28. Januar als „einseitigen Schuldkult“ und „Auschwitzprojektion“ und „Sieg der Lüge über die Wahrheit“. Holger Apfel erklärte zum 66. Gedenktag 2011 im Landtag Sachsen: „66 Jahre nach Ende des Zweiten Weltkrieges muss endlich Schluss sein, dass unser Volk durch die Auschwitzkeule in die Knechtschaft getrieben wird. 66 Jahre nach Ende des Zweiten Weltkrieges ist es an der Zeit, das Büßerhemd und die Narrenkappe endlich auszuziehen. Der Fahrkartenschalter nach Canossa, meine Damen und Herren, sollte ein für allemal geschlossen sein.“ Jürgen Gansel nannte das Gedenken im Mai 2013 „Geschichtspornografie in Gestalt von Holocaust-Gedenkritualen und anderen Formen des Nationalmasochismus“. Durch „eingeimpfte Schuldgefühle“ würden die Deutschen „moralisch gedemütigt, politisch bevormundet und finanziell ausgepresst“. Daher sei alles dafür zu tun, „diesem fast gebrochenen Volk seinen Selbstbehauptungswillen und geschichtlichen Stolz wiederzugeben“, indem ein Schlussstrich „unter die irrwitzige ‚Vergangenheitsbewältigung‘“ gezogen werde.
Im NPD-Programm 2016 heißt es: „Wir Nationaldemokraten erteilen dem staatlich verordneten Schuldkult, der nicht zuletzt im Dienst fremder Finanzinteressen steht und deutschen Selbsthass, vor allem bei der Jugend, fördert, eine Absage. […] Zum Schutz der Ehre des deutschen Volkes sind das Ende der einseitigen Vergangenheitsbewältigung und die Freiheit von Forschung und Lehre notwendig.“ Der frühere NPD-Theoretiker Jürgen Schwab erläuterte: „Dreh- und Angelpunkt dieser Strategie, ein neues deutsches Selbstbewusstsein sowie eine nationale Selbstfindung der Deutschen zu verhindern, stellt das historische Ereignis dar, welches die Juden den ‚Holocaust’ nennen.“ Mit der gleichen Intention hatte Holger Apfel (NPD) die alliierten Luftangriffe auf Dresden zu deren 60. Jahrestag 2005 im Landtag Sachsens als „Bombenholocaust“ und „industriellen Massenmord“ bezeichnet und so schon sprachlich mit dem Holocaust gleichgesetzt.

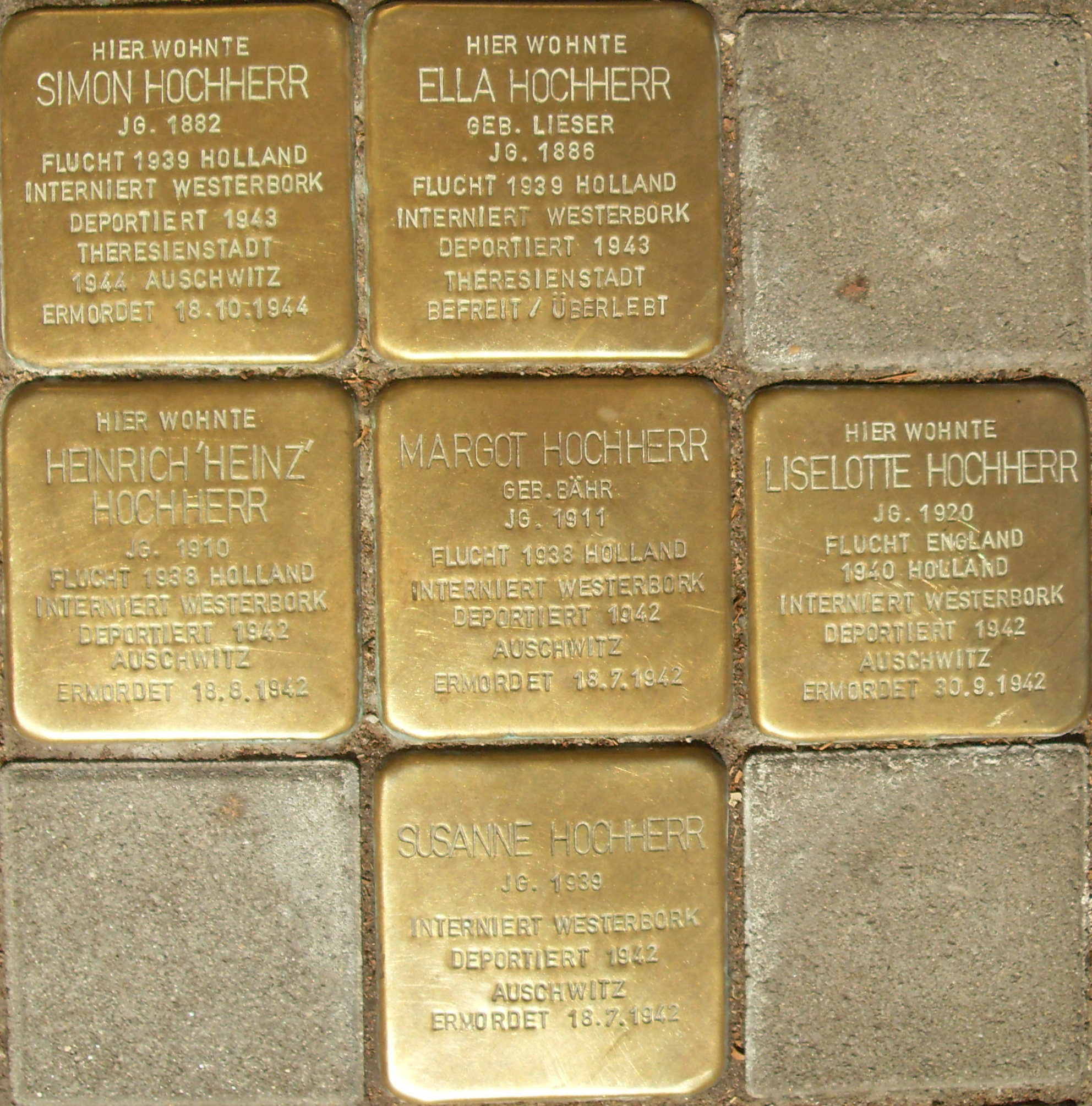
Stolpersteine in Heidelberg

Rechtsextremisten im Umfeld der NPD betrachten die seit den 1990er Jahren verlegten Stolpersteine mit den Namen und Lebensdaten von NS-Opfern als besonders deutliche Beispiele des „Schuldkults“, der diesen angeblich noch verstärke und die Deutschen als „böswilliges Tätervolk“ brandmarke. Immer häufiger werden Stolpersteine beschädigt, herausgerissen, gestohlen, überklebt, mit Farbe, Teer, Hakenkreuzen oder anderen Hasssymbolen beschmiert. Das geschah seit 2010 besonders oft im Beitrittsgebiet, etwa in Schwedt, Sassnitz, Greifswald, Wismar, Neustrelitz, Anklam und anderswo. NPD-Landesverbände oder NPD-Anhänger kündigen diese Taten bisweilen auf ihren Webseiten an, rufen verklausuliert dazu auf oder kommentieren sie dort nachträglich mit verächtlicher Polemik, etwa: „Während deutsche Ehrenmäler, die an die Gefallenen der letzten Tage erinnern, hierzulande verrotten und vergammeln, lassen Demokraten die Straßen mit Stolpersteinen in rauen Mengen pflastern. Diese sollen als dauerhafte Sühnezeichen stets und ständig an das Schicksal der Juden und die ewige Schuld der Deutschen mahnen. Auch diejenigen, die immer noch nicht kriechen, sollen endlich zum Stolpern animiert werden.“

### Pegida
Zum 9. November 2015, dem 77. Jahrestag der Novemberpogrome 1938, rief das 2014 entstandene Demonstrationsbündnis Pegida zu einer Kundgebung auf dem Theaterplatz in Dresden auf. Dabei rief die Rednerin Tatjana Festerling rund 8000 jubelnden Teilnehmern zu, „Ihr lasst die Vergangenheit jetzt los“, „Schluss mit der Nazi-Paranoia“, und erklärte „den Schuldkomplex aus zwölf Jahren Naziherrschaft offiziell für beendet“. Dann forderte sie die Bundesregierung und „links versiffte Schundblätter“ auf: „Lasst uns mit eurem Schuldkult für die Vergangenheit, für die keiner von uns hier die Verantwortung trägt, endlich in Ruhe.“ Die Zuhörer skandierten dann Pegida-Parolen („Lügenpresse“, „Volksverräter“…). Festerlings Rede griff die NPD-Rhetorik der Vorjahre auf, um die etwa 100 m entfernten Gegeninitiativen zu provozieren.
Diese hatten zuvor vergeblich ein städtisches Verbot der Veranstaltung zu erwirken versucht, weil die Nationalsozialisten den Theaterplatz in „Adolf-Hitler-Platz“ umgetauft und für Großaufmärsche benutzt hatten. Die „Initiative weltoffenes Dresden“ warf der Stadtverwaltung einen „verantwortungslosen und geschichtsvergessenen“ Umgang mit dieser Vergangenheit vor, bei dem „Verachtung und Beleidigung mehr Raum gegeben wird als der Erinnerung und Mahnung“. Dresdens Oberbürgermeister Dirk Hilbert (FDP) erklärte dazu, das sächsische Versammlungsrecht ermögliche weder ein Verbot noch eine Verlegung der Pegidademonstration. Die Demokratie sei fähig, „auch diese Auswüchse zu ertragen.“

### AfD
Mehrere AfD-Abgeordnete und Bundestagskandidaten haben die Erinnerung an den Nationalsozialismus im Wahlkampf zur Bundestagswahl 2017 öffentlich als „Schuldkult“ bezeichnet, so Andreas Wild (Januar 2017) und Martin Renner (Februar 2017). Am 17. Januar 2017 erklärte der Dresdner Richter Jens Maier in einer Rede für die Junge Alternative im Ballhaus Watzke (Dresden) den deutschen „Schuldkult“ für „endgültig beendet“. Zudem wandte er sich gegen eine „Herstellung von Mischvölkern“. Der Thüringer AfD-Vorsitzende Björn Höcke sagte anschließend bei derselben Veranstaltung: „…wir Deutschen, also unser Volk, sind das einzige Volk der Welt, das sich ein Denkmal der Schande in das Herz seiner Hauptstadt gepflanzt hat.“ Deutschland müsse eine „erinnerungspolitische Wende um 180 Grad“ vollziehen. Die Erinnerungskultur seit 1945 sei eine „dämliche Bewältigungspolitik“. Die Luftangriffe auf Dresden und andere Bombardierungen deutscher Städte hätten „uns unsere kollektive Identität rauben“, „uns mit Stumpf und Stiel vernichten“ und „unsere Wurzeln roden“ sollen. „Mit der nach 1945 begonnenen Umerziehung“ habe man das auch fast geschafft. Richard von Weizsäckers Rede von 1985 habe sich „gegen das eigene Volk“ gerichtet.
Höckes Aussagen wurden als nahtlose Übernahme rechtsextremer Ideologie und Abkehr vom Holocaustgedenken verstanden und öffentlich stark kritisiert. Die Staatsanwaltschaft Dresden leitete gegen Maier und Höcke Ermittlungen wegen Volksverhetzung ein. Im August erhielt Maier vom Landgericht Dresden einen disziplinarischen Verweis.
Am 5. Februar 2017 erklärte Wilhelm von Gottberg, Vorstandsmitglied der AfD Niedersachsen, in seiner Bewerbung für die Bundestagskandidatur beim AfD-Parteitag in Hannover: Er wolle sich dafür einsetzen, den „Kult mit der Schuld“ zu beenden, weil die Aufarbeitung der NS-Zeit abgeschlossen sei. Von Gottberg hatte schon 2001 behauptet, der Holocaust werde „immer noch“ „als wirksames Instrument zur Kriminalisierung der Deutschen und ihrer Geschichte (…) herangezogen“, und gefragt, „wie lange noch die nachwachsende Generation mit dem Makel der Schuld für zwölf Jahre NS-Diktatur belastet“ werde. Als Antwort hatte er einen Holocaustleugner zitiert („… in immer mehr Staaten wird die jüdische ›Wahrheit‹ über den Holocaust unter gesetzlichen Schutz gestellt. Der Holocaust muß ein Mythos bleiben, ein Dogma, das jeder freien Geschichtsforschung entzogen bleibt.“) und zugestimmt: „Wir haben dem nichts hinzuzufügen.“ Im April 2017 änderte eine Bundestagsmehrheit die Geschäftsordnung des Deutschen Bundestages, auch um zu verhindern, dass von Gottberg Alterspräsident werden konnte. Als solcher hätte er die Eröffnungsrede zur 19. Wahlperiode halten dürfen.
Höcke, Maier und von Gottberg gelten als rechtsextreme AfD-Vertreter, Renner als nationalkonservativ. Auch die AfD-Fraktionsvorsitzende Alice Weidel, die oft als „gemäßigt“ eingestuft wird, sprach im Juni 2017 vom deutschen „Schuldkult“.
Im AfD-Wahlprogramm von 2017 hieß es: „Die aktuelle Verengung der deutschen Erinnerungskultur auf die Zeit des Nationalsozialismus ist zugunsten einer erweiterten Geschichtsbetrachtung aufzubrechen, die auch die positiven, identitätsstiftenden Aspekte deutscher Geschichte mit umfasst.“ Die Erinnerung an die NS-Verbrechen gilt der AfD demnach nicht als identitätsstiftend. Darum, so der Historiker Volker Weiß, hätten Höckes Kritiker in der AfD nur den Alleingang seiner Rede und die Reaktionen darauf, nicht deren Inhalte kritisiert. Die Abkehr von deutscher Geschichtspolitik zur NS-Zeit und die „Schlussstrich“-Forderung sei Konsens in der gesamten deutschen Rechten.
Die AfD Niedersachsen erklärte im Dezember 2016 gegen die bisherige Erinnerungskultur: „Es wird Zeit, das Ruder herumzureißen, dem deutschen Volk wieder Schutz zu geben und endlich diesen irren Schuldkult aus Deutschland zu verbannen.“ Mehrere AfD-Kreisverbände forderten, Mittel für Gedenkstätten zur NS-Zeit zu streichen.
Darum lehnten die Verbände von NS-Opfern die Beteiligung der AfD am Rat der Stiftung niedersächsische Gedenkstätten im November 2017 ab und forderten, das Stiftungsgesetz entsprechend zu ändern. Der Historiker und Leiter des Stiftungsrats Jens-Christian Wagner erklärte dazu: „Wer den deutschen 'Schuldkult' beklagt oder eine 'erinnerungspolitische Wende um 180 Grad' fordert, hat in den Gremien der Stiftung niedersächsische Gedenkstätten nichts verloren.“ Dass in der AfD „revisionistische, rassistische, antisemitische und den Holocaust verharmlosende oder gar leugnende Positionen mindestens geduldet werden“, stehe dem Stiftungsauftrag entgegen. Er verwies unter anderem darauf, dass die AfD Braunschweig städtische Fördergelder für die Gedenkstätte Schillstraße streichen wollte, die AfD Wolfenbüttel vom jährlichen Gedenken 2017 an die Opfer der Pogromnacht 1938 demonstrativ ferngeblieben war, die AfD Wolfsburg eine Gedenkstätte für das KZ Laagberg, die AfD-Jugend Bremen die Förderung des Denkorts Bunker Valentin als „Schuldkult und Mahntourismus“ abgelehnt hatte, die AfD Niedersachsen schon 2016 öffentlich gefordert hatte, „endlich diesen irren Schuldkult aus Deutschland zu verbannen“, das Wahlprogramm der AfD Niedersachsen für 2017 keine Gedenkstätten zu fördern und das Institut für Migrationsforschung an der Universität Osnabrück abzuschaffen verlangt hatte. Am 23. Februar 2018 beschloss die Landesregierung die geforderte Änderung der Stiftungsstatuten.
Die AfD beanspruchte auch den ihr gesetzlich zustehenden Sitz im Kuratorium der Stiftung Denkmal für die ermordeten Juden Europas. Vertreter aller übrigen Parteien erhoben Bedenken. Die Initiatorin des Denkmals Lea Rosh forderte Bundestagspräsident Wolfgang Schäuble (CDU) auf, den Ausschluss der AfD aus dem Kuratorium wegen deren „demokratiefeindlichen“ Programms und Höckes Dresdner Rede juristisch prüfen zu lassen.
Der AfD-Landtagsabgeordnete Wolfgang Gedeon forderte im Februar 2018, die an NS-Opfer erinnernden deutschlandweiten Stolperstein-Aktionen zu beenden. Das Internationale Auschwitz Komitee erklärte dazu: „Die AfD bekämpft immer brachialer und skrupelloser, was die Überlebenden von Auschwitz als Zeitzeugen in der deutschen Gesellschaft bewirkt haben.“ Jargon und Inhalte von Gedeons „schäbigen Botschaften“ seien ein Versuch, die Überlebenden des NS-Terrors und ihre Erinnerungen aus der Gesellschaft zu verdrängen.
Die AfD Niedersachsen lehnt eine vom Kreistag des Landkreises Hameln-Bad Pyrmont beschlossene Lern- und Gedenkstätte auf dem Bückeberg zu den dortigen nationalsozialistischen „Reichserntedankfesten“ (1933 bis 1937) ab. AfD-Vertreter begründeten dies im Juli 2018 bei einer Bürgerversammlung in Emmerthal wie folgt: Durch die Gedenkstätte „verselbständigt sich die Erinnerungskultur“, ein „künstlich von den Nazis geschaffenes Ritual soll jetzt wiederbelebt werden“, die Befürworter unterlägen einem neurotischen „Waschzwang“, schuldlose Deutsche würden „unter Dauerschuld gestellt“. Der Regionalhistoriker Bernhard Gelderblom entgegnete: „Keiner auf dem Bückeberg hat sich persönlich schuldig gemacht. Aber Schuld müssen wir bewusst verarbeiten – auch in Emmerthal.“
2017 hatte die Gedenkstätte im KZ Buchenwald Björn Höcke wegen seiner Dresdner Rede zum Holocaustmahnmal den Zutritt verweigert. Bei einem Gespräch am 8. August 2018 fragte Gedenkstättenleiter Volkhard Knigge den AfD-Bundestagsabgeordneten Stephan Brandner nach den geschichtsrevisionistischen Aussagen aus der AfD, unter anderem zum angeblichen „Schuldkult“. Brandner lehnte es ab, Aussagen anderer AfD-Mitglieder zu interpretieren, bestritt nach Angaben Knigges einen Geschichtsrevisionismus in der AfD, bekannte sich aber zu Höckes Forderung einer Wende in der Erinnerungskultur. Völkische und antisemitische Äußerungen aus der AfD habe Brandner als Entgleisungen Einzelner bagatellisiert. Daher sei kein Sachgespräch über die Arbeit der Gedenkstätte und eine von Brandner angestrebte Beendigung der „Ausgrenzungspolitik“ gegenüber der AfD möglich gewesen. Stattdessen machte das Treffen die grundlegenden Differenzen zur Auseinandersetzung mit der NS-Zeit deutlich. Laut Knigge und der Gedenkstätte dient die offensive Bekämpfung und Umwertung der Erinnerungskultur der „Normalisierung von antidemokratischen Positionen“ und soll von der Verzerrung der Wirklichkeit durch die AfD, vom aggressiven Schüren von Vorurteilen und der Öffnung gegenüber Rechtsextremismus ablenken: „Der Nationalsozialismus und dessen Entstehungsgeschichte werfen auch ein helles Licht auf die von der AfD ausgehenden Gefahren für die Zukunft einer freien, rechtsstaatlich verfassten, menschenwürdigen Gesellschaft.“
Anlässlich des Holocaust-Gedenktags im Januar 2020 forderte der baden-württembergische AfD-Abgeordnete Stefan Räpple in einem Beitrag auf Facebook „Schluss mit Schuldkult“.

### Parole „Free Palestine from German Guilt“

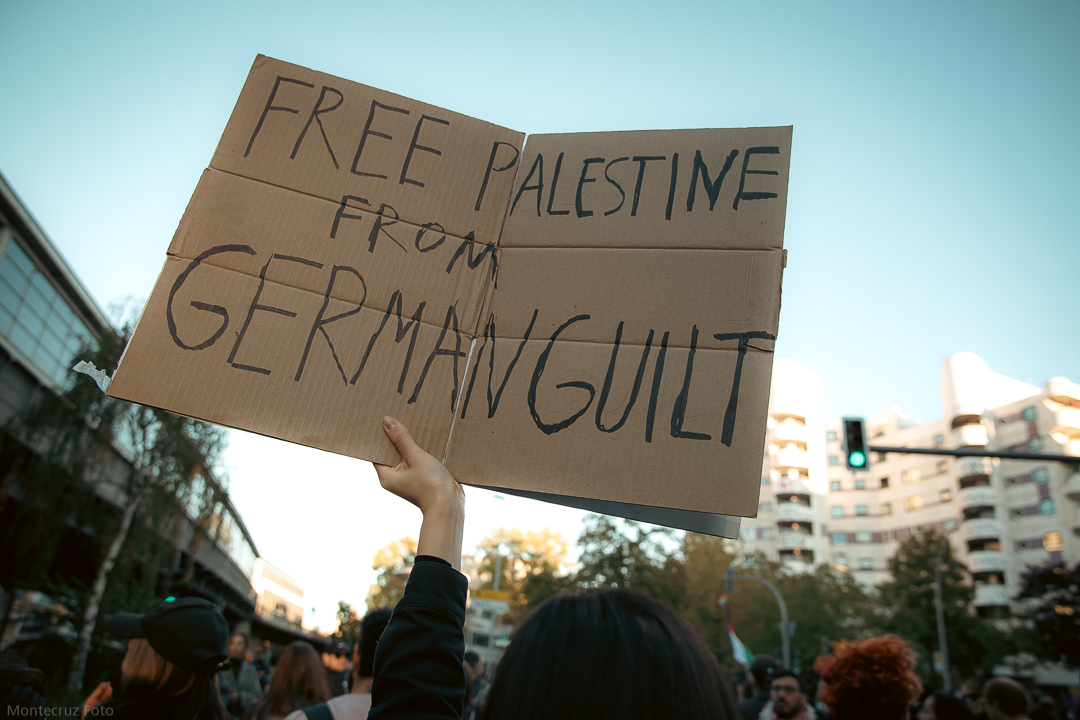
Slogan bei einer Demonstration am Berliner Kottbusser Tor (2023)

Im September 2022 wehrten die Kuratoren der documenta fifteen, die indonesische Künstlergruppe ruangrupa, Kritik an antisemitischen Motiven einiger gezeigter Werke als „Rassismus“ ab. Dazu verbreiteten sie Protestplakate mit der Parole „Free Palestine from German Guilt“ („Befreit Palästina von deutscher Schuld“) sowie „BDS: being in documenta is a struggle“ („BDS – Vom Kampf, Teil der Documenta zu sein“). Das Kürzel BDS steht für die von ruangrupa unterstützte Kampagne Boycott, Divestment and Sanctions gegen den Staat Israel. In einem offenen Brief wies die Gruppe Antisemitismusvorwürfe als Versuch zurück, „deutsche Schuld und Geschichte auf den palästinensischen und andere antikoloniale Kämpfe zu projizieren und zu übertragen“.
Die BDS-Unterstützergruppe Palästina spricht in Berlin übernahm die Parole neben dem in der Szene üblichen Ruf „From the River to the Sea, Palestine will be free“, der als Aufruf zur Auslöschung Israels verstanden werden kann. Die Gruppe feierte den Terrorangriff der Hamas auf Israel 2023 (7. Oktober) als „revolutionären Tag, auf den man stolz sein muss“, rief zu einem „globalen Generalstreik“ auf, sprach dabei von einem „Genozid in Gaza“ und „Staatsterror“ gegen die Palästina-Solidarität. Bei solchen Kundgebungen, etwa bei Sitzblockaden am 18. Oktober vor dem Auswärtigen Amt, riefen anti-israelische Demonstranten die Parole „Free Palestine from German Guilt“. Laut Frederik Schindler (Die Welt) riefen vor allem junge deutsche, linke, nichtmigrantische Gruppen aus dem Spektrum des Antiimperialismus, Postkolonialismus und Queerfeminismus die Parole als Reaktion auf Regierungspolitiker, die ihre Solidarität mit Israel mit der deutschen Verantwortung für die NS-Geschichte begründeten. Die Rufer übernahmen damit laut Harry Nutt die rechtsextreme „Schuldkult“-Legende und „Schlussstrich“-Forderung und forderten die Deutschen auf, ihre historische Verpflichtung zur Erinnerung an den Holocaust aufzugeben und die Solidarität mit dem angegriffenen Israel durch Solidarität mit den Palästinensern zu ersetzen. Nutt kritisierte die Parole als „Botschaft von geschichtsklitternder Obszönität“ und Angriff auf das geschichtspolitische Selbstverständnis Deutschlands.
Mehrere Berichte führten die Parole auf einen linksextremen Antizionismus seit 1967 zurück. So hatten die Tupamaros West-Berlin um Dieter Kunzelmann ihren versuchten Bombenanschlag auf ein jüdisches Gemeindehaus am 9. November 1969, dem Jahrestag der Reichspogromnacht, mit folgenden Thesen gerechtfertigt: Das „deutsche Schuldbewusstsein“ bzw. der „Judenknax“ lähme die Linken im Verhältnis zu Israel und Palästina; die „Kristallnacht von 1938“ werde „täglich von den Zionisten in den besetzten Gebieten wiederholt“; aus den „vom Faschismus vertriebenen Juden“ seien „selbst Faschisten geworden“. Der Zionismus sei eine „faschistische Ideologie“. Die Linken müssten ihren Philosemitismus durch Solidarität mit der Al-Fatah ersetzen, die aktuell „gegen das Dritte Reich von gestern und heute und seine Folgen“ kämpfe. Das stellte die jüdischen Israelis und Holocaustüberlebenden als die Faschisten der Gegenwart, die Palästinenser als die „Juden von heute“ dar. Ähnliche NS-Vergleiche benutzte Ulrike Meinhof für die Rote Armee Fraktion (RAF) nach dem Münchner Olympia-Attentat von 1972. Der Hörfunk „Stimme der DDR“ bestritt 1973 jegliche besonderen Beziehungen zwischen Deutschen und Juden, denn ein „schuldbeladenes Gewissen“ sei für die DDR „längst gegenstandslos geworden“. Das Motivbündel unterstellt der bundesdeutschen Politik, sie unterstütze Israel nur aus einem falschen Schuldkomplex für die NS-Verbrechen heraus, toleriere dabei angebliche israelische Kriegsverbrechen, instrumentalisiere das Holocaustgedenken gegen die Palästinenser, und Israel nutze dies zum eigenen Vorteil aus. Es beruht auf einer für den antisemitischen Antizionismus typischen Schuldabwehr, Schuldentlastung und Täter-Opfer-Umkehr.
Im Herbst 2023 griffen Rechtsextreme die deutsche Erinnerungskultur öfter mit bedruckten Aufklebern an, auf denen der Satz „Befreie dich vom Schuldkult“ stand: so am 22. September 2023 in Berlin-Tegel und am 30. Oktober 2023 in der Gedenkstätte Ahlen. Mit dem Satz „Israel mordet“ stellten die Aufkleber dort zudem einen Bezug zum laufenden Krieg in Israel und Gaza 2023 her. Weitere Aufkleber in Ahlen zeigten die Palästina-Fahne und die Parole „Free Palestine End Israeli Occupation“ oder eine blutige Israel-Fahne mit der Parole „Israel mordet und die Welt schaut zu“. Sie stammten von der Neonazigruppe Junge Nationalisten, deren Mutterpartei Die Heimat (die frühere NPD) am 29. Oktober 2023 in Dortmund eine Palästinafahne und ein großes Transparent mit der Parole „Der Staat Israel ist unser Unglück!“ aufgehängt hatte. Ein Lagebericht der Amadeu Antonio Stiftung stellte ihre Angriffe den Angriffen mit der Parole „Free Palestine from German Guilt“ an die Seite und ordnete beide als israelbezogenen und Post-Shoah-Antisemitismus ein.
Der Politikwissenschaftler Stephan Grigat ordnet die Parole als „linke Schuldabwehr“ ein. Diese gehe mit der Schuldkultrhetorik der AfD parallel und sei in den Versuch linker Historiker eingebettet, wie zuvor rechte Historiker die Besonderheiten des Nationalsozialismus zu relativieren. Dabei gehe es letztlich darum, den Staat Israel ungehemmt anzugreifen. Auch für den Historiker Jens-Christian Wagner ist die Parole nur „eine linke Variante des rechtsextremen Schuldkult-Narrativs“, für den Historiker Sebastian Voigt ist sie eine „postkoloniale Variante der rechtsextremen ‚Schuldkult‘-Erzählung“. Laut dem Politik- und Sozialwissenschaftler Martin Kloke klingt das Rufen dieser Parole „wie ein hippes Echo auf Kunzelmanns Klage vor 55 Jahren über den angeblichen ‚Judenknax‘, der die deutsche Linke an der Solidarität mit den Palästinensern hindere“. Das „transgenerationale Bedürfnis nach Entlastung von historisch-moralischer Verantwortung“ sei „auch fast achtzig Jahre nach Ende der Shoah ungebrochen“.
Im Oktober 2023, wenige Wochen nach dem Hamas-Massaker, erschien an der Universität Wien als Graffito die antisemitische Parole „Free Palestine from Austrian guilt“. Sie wurde kurz darauf übersprüht und zur Parole „Free Palestine from Hamas“ verändert, um klarzustellen, dass andere Linke sich gegen Antisemitismus stellen und den Hamasterror nicht als Notwehr oder Widerstand verklären.
Erstere Parole wird ebenso wie die Parolen „Free Palestine“, „From the River to the Sea“ und „Death to Zionism“, die bei einer Demonstration zum 1. Mai 2024 in Wien und der Gedenkfeier zur Befreiung des KZ Mauthausen am 5. Mai 2024 auftauchten, auf linke „antiimperialistische“ Splittergruppen (etwa „Partei der Arbeit“, „Der Funke“) in Österreich zurückgeführt. Diese stellen die Hamas und andere islamistische Terrorgruppen als gerechten „palästinensischen Widerstand gegen Besatzung und Unterdrückung“ dar. Für die Antisemitismusforscherin Isolde Vogel knüpft erstere Parole direkt an rechte 
„Schuldkult“-Narrative an und verbindet solche linksextremen Gruppen mit Rechtsextremen, Islamisten und Antisemiten aus der gesellschaftlichen Mitte. Das zeige deutlich, „wie viele Parallelen es bis hin zum schuldabwehrenden Antisemitismus“ gebe.

## Einordnung
Die Gründung der NPD (1964) und das Erstarken des deutschen Neonazismus wurden früh und wiederholt aus dem weitgehenden Scheitern der Entnazifizierung, einer unzureichenden Vergangenheitsbewältigung und einer Verdrängung der NS-Zeit während des westdeutschen Wirtschaftswunders erklärt, so von den Psychoanalytikern Margarete und Alexander Mitscherlich („Die Unfähigkeit zu trauern“, 1967) und von dem Holocaustüberlebenden Ralph Giordano („Die zweite Schuld oder Von der Last Deutscher zu sein“, 1987).
Historiker zur Zeitgeschichte ordnen die Rede vom „Schuldkult“ als geschichtsrevisionistisches Denkmuster ein, das die erinnernde Verarbeitung des Holocaust angreift, nicht jedoch das Faktum bestreitet, auch um strafrechtliche Ahndung zu vermeiden. Das rhetorische Motiv ist Teil eines rechtsextremen Geschichtsbilds, das der Erinnerung an die Opfer des NS-Regimes ein eigenes Opfernarrativ entgegenstellt. Dabei wird der Zweite Weltkrieg zum heldenhaften Existenzkampf des deutschen Volkes stilisiert, seine Ursachen und Folgen ausgeblendet, die Opfer auf Deutsche reduziert und die einseitige Erinnerung an ihre Leiden als unbedingt zu erhaltendes Mittel zur völkisch-nationalen Selbstbehauptung gefordert. Die deutsche Gedächtniskultur zur NS-Zeit wird dagegen als „Gefängnis“ für das eigene Volk dargestellt, abgewehrt und diskreditiert. Der Journalist Toralf Staud zählt den Ausdruck „Schuldkult“ zum umfassenden Versuch von Rechtsextremisten, Ursachen, Verlauf und Folgen des Nationalsozialismus zu leugnen, zu verharmlosen und wenigstens die Diskussion darüber zu beenden. Der Begriff solle jede kritische Auseinandersetzung mit der Vergangenheit als lächerlich und aufgezwungen erscheinen lassen und nahelegen, dass die kritische Erinnerung an den Nationalsozialismus und dessen Opfer „unnatürlich“ sei.
Auch die Neue Rechte will die als „Schuldkult“ denunzierte Erinnerung an den Holocaust durch eine „nationale Identität“ ersetzen, die sie als notwendige Emanzipation der Deutschen darstellt. Laut Wolfgang Gessenharter liefern neurechte Akademiker trotz Distanz zur NPD dem Geschichtsrevisionismus laufend Argumente, nähern so neue und extreme Rechte aneinander an und verbreiten deren Ideen. Norbert Haase betonte 2006 angesichts provokativer Vorstöße der NPD im Landtag Sachsen: „Die politische Rhetorik vom so genannten ‚Schuldkult‘ und einem vermeintlichen ‚Nationalmasochismus‘ intendiert ganz bewusst den Tabubruch und verfängt dabei keineswegs ausschließlich in rechtsextremistischen Wählerschichten“, sondern auch in der Gesellschaftsmitte. Ähnlich urteilte Klaus Ahlheim 2007: „Die politische Rechte in Deutschland geißelt einen vermeintlichen ‚Schuld-Kult‘ und fordert aufklärerische Zurückhaltung, eine Position, die seit Martin Walsers Polemik gegen die ,Dauerpräsentation unserer Schande' auch in abgewandelt-moderaten Formen durchaus zum Inventar des intellektuellen Diskurses hierzulande gehört.“
Das Bundesamt für Verfassungsschutz zitierte in seinem Jahresbericht 2005 Auszüge der Hetzrede von Udo Voigt als Beispiel für rechtsextremen Geschichtsrevisionismus. Der Bericht 2008 erwähnte die „Schuldkult“-Rhetorik als Teil des NPD-Programms. Der Bericht 2012 stellt fest: „Die fortwährende Polemik gegen vermeintlichen ‚Umerziehungszwang‘, ‚Schuldkult‘ und ‚nationalen Selbsthass‘ belegt eine der seriösen Geschichtswissenschaft diametral entgegengesetzte Wahrnehmung des Hitler-Regimes. Die historische Aufarbeitung der NS-Diktatur sieht die NPD gleichsam als Fortsetzung des Krieges gegen das deutsche Volk mit anderen Mitteln.“ Die NPD benutze das Gedicht Was gesagt werden muss von Günter Grass, um das Holocaustgedenken mit offen antisemitischen Denkmustern auf eine angebliche „psychologische Kriegführung jüdischer Machtgruppen“ zurückzuführen. Sie behaupte, die Alliierten hätten die Aufarbeitung des Nationalsozialismus erzwungen, um Deutschland dauerhaft zu schwächen, und folgere: Nur eine völlig neue Geschichtspolitik und ein ganz anderes Geschichtsbild könnten eine „nationale Renaissance“ herbeiführen.
Deutsche Antisemitismusforscher beurteilen die „Schuldkult“-Rhetorik der NPD (zum Beispiel Gansels Text von 2009) als fortwirkenden Antisemitismus: Juden werden stereotyp als dominante Betreiber der Erinnerungskultur, das Holocaustgedenken als jüdisches Druckmittel zu ihrem Privatprofit dargestellt und sie so in nationalsozialistischer Tradition aus der rassisch vorgestellten deutschen Volksgemeinschaft ausgegrenzt. Dieser Antisemitismus sei gemeinsames Merkmal des ansonsten uneinheitlichen deutschen Rechtsextremismus. Er sei latent auch vorhanden, wo Juden nicht explizit genannt würden. Sie ordnen die NPD-Forderungen von 2016 als Kennzeichen des „sekundären Antisemitismus“ ein: Juden (also Holocaustüberlebende) würden dabei nicht trotz, sondern wegen des Holocaust als dessen Verursacher oder Erfinder ausgegeben, um das Holocaustgedenken abzuschaffen, das als Haupthindernis für neue deutsche Größe ausgegeben wird. Antisemitismus, Holocaustleugnung oder Holocaustrelativierung und Geschichtsrevisionismus bildeten eine untrennbare Einheit, um die Deutungshoheit über die NS-Geschichte und damit zugleich aktuelle politische Handlungsfähigkeit zu erlangen: „Revisionismus und sekundärer Antisemitismus sind Versuche, den antitotalitären Grundkonsens in der Gesellschaft, diesen Schutz der Demokratie, auszuhöhlen. Sie dienen dazu, nationalistische und rassistische Politik zu rehabilitieren.“
2016 betonte Politikwissenschaftler Hans-Peter Killguss: Neonazis belegten die kritische Auseinandersetzung mit den NS-Verbrechen stets „mit Begriffen wie ‚Nationalmasochismus‘, ‚Selbsthass‘ und vor allem ‚Schuldkult‘.“ Diese Rhetorik benutzten „wie selbstverständlich“ längst auch andere Rechtsextremisten, darunter das IfS, die Junge Freiheit, die sich als Sprachrohr der AfD angedient habe, und Pegida.
In seinem Urteil vom 17. Januar 2017 zum NPD-Verbotsverfahren belegte das Bundesverfassungsgericht die kontinuierlichen verfassungsfeindlichen Aktivitäten der NPD, ihre positive Bezugnahme auf den Nationalsozialismus und ihre Wesensverwandtschaft mit der NSDAP unter anderem mit ihrer „Schuldkult“-Rhetorik. Das Gericht verwies dazu auf öffentliche Aussagen von Karl Richter, Udo Pastörs (2010), Holger Apfel (2011) und Jürgen Gansel (2013).
Der Historiker Volker Weiß betonte im Juli 2017: Weil sie die Kriegsniederlage des Deutschen Reiches als Verlust der deutschen Identität sähen, trommelten AfD-Vertreter (nicht nur Höcke) für eine „vergangenheitspolitische Wende“. Auch die rechtsextreme Parole „Deutschland den Deutschen“ sei in diesen Kreisen Gemeingut, auch wenn sie dafür andere Worte benutzten. Die AfD (die Weiß zur Neuen Rechten zählt) habe dabei von vielfältigen „Tabubrüchen“ der letzten Jahre (unter anderen Martin Walser 1998, Thilo Sarrazin 2010 – Deutschland schafft sich ab) profitiert. Ihre auf ethnische Homogenität zielende Programmatik sei schon 1994 in dem Sammelband Die selbstbewusste Nation ausformuliert worden. In gegenwärtigen Angriffen der AfD breche sich „der Chauvinismus der Gebildeten und Wohlhabenden“ aus der Gesellschaftsmitte Bahn.
Eine Fachtagung der Gedenkstätte im ehemaligen KZ Buchenwald (November 2017) ordnet die Rede vom „Schuldkult“ in die Entwicklung des deutschen Rechtsextremismus seit 1990 ein: Schon gegen die Wehrmachtsausstellungen habe die NPD insgesamt einige tausend Anhänger mobilisieren können. Durch die jüngsten Gerichtsprozesse gegen ehemalige SS-Angehörige, die im Vernichtungslager KZ Auschwitz-Birkenau tätig waren, Auftritte von Holocaustleugnern wie Ursula Haverbeck und Neonazi-Aufmärsche am 20. April 2016 (Adolf Hitlers Geburtstag) und 9. November 2016 (Reichspogromnacht) in Jena sowie am 16. August 2017 (30. Todestag von Rudolf Heß) in Berlin würden geschichtsrevisionistische Angriffe auf die bundesdeutsche Erinnerungskultur öffentlich wieder stärker beachtet. Aber auch die „Neue Rechte“ versuche seit Jahren, die selbstkritische Auseinandersetzung mit der Vergangenheit mit Begriffen wie „Schuldkult“ zu diskreditieren und an nationalistische Argumentationen zu koppeln. Die Erinnerungskultur gelte hier als Grund für einen angeblich fehlenden Nationalstolz, die verändert werden müsse, um nationalistische Politik zu ermöglichen.
Der Historiker Volkhard Knigge (Leiter der Gedenkstätte Buchenwald) betonte im November 2017: Die AfD-Forderung einer „erinnerungspolitischen Wende“ und Abkehr vom angeblichen „Schuldkult“ knüpfe an Mängel der ost- und westdeutschen Geschichtskulturen an. Entsprechende Aussagen von Alexander Gauland, Björn Höcke und Jens Maier könnten auch vom nationalkonservativen CDU/CSU-Flügel der 1970er Jahre stammen. Dieser habe die Aufarbeitungskultur als „Nestbeschmutzung“ bezeichnet und gefordert, „aus dem Schatten von Auschwitz herauszutreten“ oder einen mentalen Schlussstrich zu ziehen. In der DDR sei die NS-Zeit wegen des staatlich gelenkten Geschichtsbildes gesellschaftlich kaum aufgearbeitet worden. Das deutsche Volk sei primär als Opfer des NS-Regimes, der Faschismus als mit der DDR ausgerottet dargestellt worden, so dass man den Rückhalt in der Mehrheitsbevölkerung dafür nie habe betrachten müssen.
Laut einer repräsentativen Umfrage, die das Institut für interdisziplinäre Konflikt- und Gewaltforschung an der Universität Bielefeld am 13. Februar 2018 veröffentlichte, lässt sich ein „Schuldkult“ empirisch nicht belegen. Nur insgesamt 10,4 Prozent der 1000 Befragten stimmten der Aussage zu: „Auch wenn ich selbst nichts Schlimmes getan habe, fühle ich mich schuldig für den Holocaust.“ Andreas Eberhardt (Stiftung „Erinnerung, Verantwortung und Zukunft“) erklärte dazu: „Es gibt keinen Schuldkult, denn schuldig kann sich nur fühlen, wer persönlich involviert war. Die in Deutschland lebenden Menschen empfinden eine Verantwortung für den Umgang mit diesem Teil der Geschichte. Die Studie bietet viele Ansätze, den falschen Behauptungen von Populisten und Rechtsextremen entgegenzutreten.“